# Ölper
Ölper ist ein Stadtteil im Norden der Stadt Braunschweig. Der Ort liegt zwischen der Oker und der A391.
Ölper ist Bestandteil des Stadtbezirkes 321 – Lehndorf-Watenbüttel und bildet den statistischen Bezirk 36 Braunschweigs.

Ölper 1899

## Geschichte
Im Jahre 1251 wird die Ortschaft Ölper erstmals in einer Lehensurkunde an das Blasius-Stift durch den Bischof von Hildesheim unter der Bezeichnung „Elbere“ erwähnt. Die erste Besiedlung dürfte jedoch weiter zurückliegen. Der Grundbesitz, der zu Ölper gehörte, erstreckte sich vom Kanzlerfeld über den Ölper Wald bis zum Eichtal. 1393 schloss das Stift als Grundherr mit der Stadt einen Vertrag über den Bau eines „Berchfriedes“ in der Braunschweiger Landwehr, eines steinernen „Wartturms“, am Eingang der Celler Heerstraße. Seit dieser Zeit war Ölper eines von drei westlich der Oker gelegenen Pfahldörfern, die der Verteidigung dienten. Diese bildeten gemeinsam mit der Braunschweiger Landwehr bis zum Jahr 1671 eine vorgelagerte Verteidigungslinie für die Stadt Braunschweig. Diesem Zweck diente auch das älteste noch erhaltene Gebäude Ölpers, der Altbau des Ölper Turms aus dem Jahr 1642. Bereits 1398 wird dieser erstmals als „to dem nyen torne vor Elbere“ in einer Chronik erwähnt, so dass zu vermuten ist, dass er bereits einen hölzernen Vorgänger hatte; Rechnungen des Rates von 1388 scheinen dies zu bestätigen. In Friedenszeiten diente der Turm als Ausspannstation und Zollstelle. Nach dem Gefecht bei Ölper ging der Turm 1765 in Privatbesitz über und wurde 1825 abgerissen.
Als im Jahre 1809 der Schwarze Herzog auf seinem Weg ins Exil nach England durch westfälische Truppen im Norden von Ölper gestellt wurde, kam es dort zu einigen Gefechten, in deren Verlauf die Angreifer (Verbündete Napoleons) sich jedoch zurückzogen. Ein Obelisk am südlichen Ortseingang erinnert an diese sogenannte „Schlacht von Ölper“.
Trotz allem war Ölper über Jahrhunderte ein eigenständiges Bauerndorf aus Großkotsassen mit dem Zentrum an der Celler Heerstraße und der Dorfstraße. Im 17. Jahrhundert kam im Westen die Ansiedlung von Kleinkotsassen hinzu, die sich an der Heerstraße angesiedelt hatte. Im 19. Jahrhundert wuchs die Ortschaft dann auch in nördlicher und südlicher Richtung weiter.
Ölper gehört seit seiner Eingemeindung 1934 offiziell zur Stadt Braunschweig.

## Allgemeines
Bekannt ist Ölper durch das Autobahnkreuz, den sogenannten „Ölper Knoten“, der 1974 bis 1978 durch den Bau der westlichen Stadtautobahn entstanden ist. Im Osten des Stadtteils liegt der 15,85 Hektar große Ölpersee, der durch die Gewinnung des Kieses für die Aufschüttung des Tangentendammes entstanden ist. Seither fließt die Oker durch den ehemaligen Mühlengraben direkt am Ort vorbei.

## Sehenswürdigkeiten

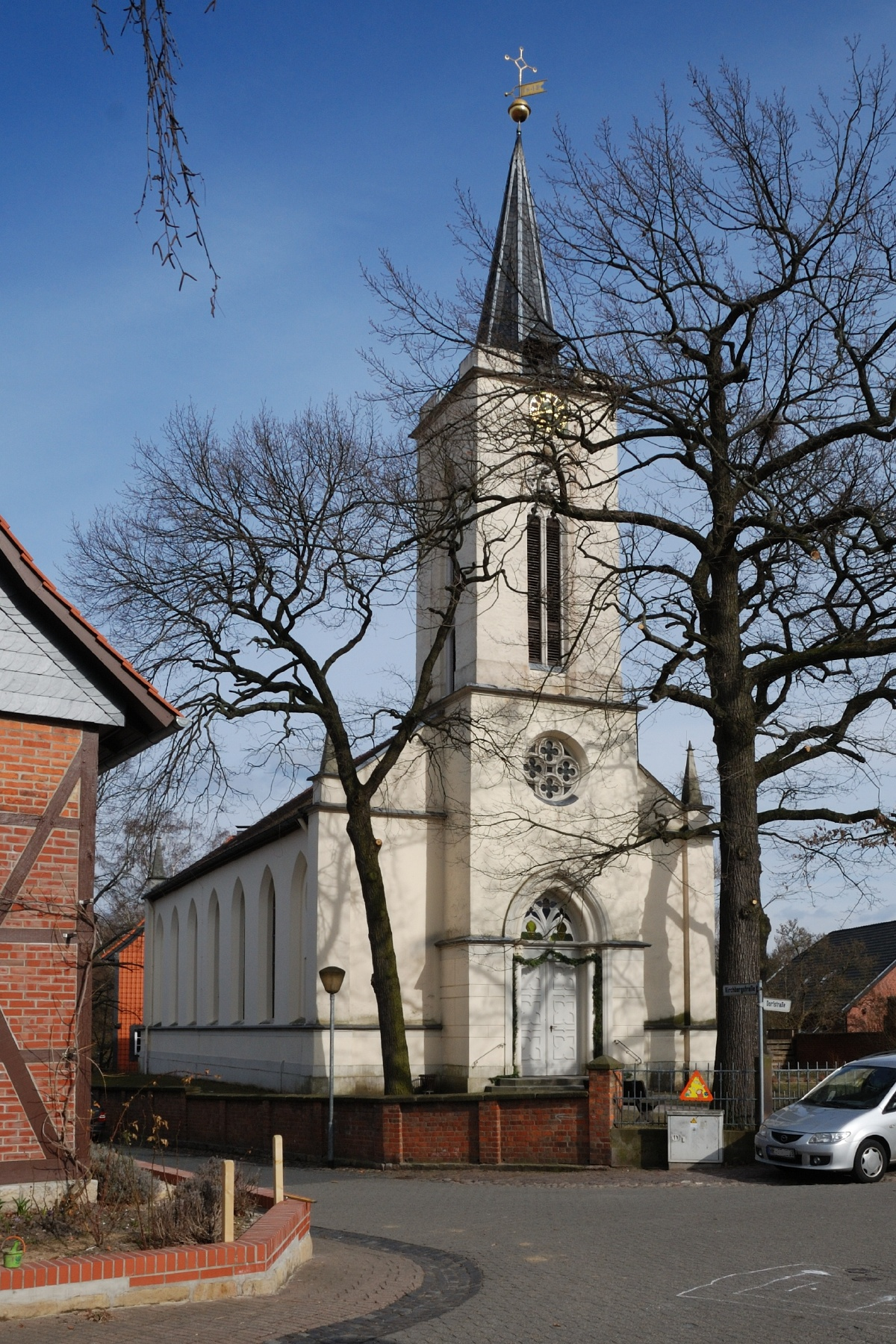
St.-Jürgen-Kirche

- Die Ölper Mühle war die mit elf Mahlgängen größte städtische Mühle und bildete somit einen wichtigen wirtschaftlichen Faktor für die Stadt. In der Mitte des 19. Jahrhunderts verringerte sich ihre Bedeutung und das Gebäude wurde zu einem Ausflugslokal umgebaut.  Noch immer zeugt das ehemalige Wohnhaus des Müllers und einzigartiges Holzwehr vom vergangenen Wohlstand der Mühle.[3]

- Kirche St. Jürgen: 1841/42 wurde in Ölper nach den Plänen des braunschweigischen Hofbaumeisters Carl Theodor Ottmer die Kirche St. Petri II errichtet, an deren Bau sich die Bürger der Ortschaft beteiligten. Abgeleitet vom ursprünglichen Namen „St. Jurigen“ wurde die Kirche 1992 in St. Jürgen umbenannt. Nach diesem Vorbild wurden weitere Kirchenbauten, insbesondere durch den Baumeister Carl Müller, im Umfeld Braunschweigs erstellt. Besonderheiten sind zum einen das Deckengewölbe (die so genannte „Tudortonne“) und zum anderen der Kanzelaltar, der mit Bildern des Malers Carl Scheller (1875–1957) verziert ist.[3]

- Kriegerdenkmal: Obelisk zur Erinnerung an das Gefecht bei Ölper.

## Einrichtungen
In Ölper befindet sich:
- Eine Jugendfeuerwehr. Sie wurde 1967 als erste in Braunschweig gegründet.
- Das Tierheim vom Verein „Tierschutz Braunschweig“ mit angrenzendem Kleintierfriedhof.
- Das Kinder- und Jugendschutzhaus, das 1984 als Jugendhilfsstelle gegründet wurde.[4]

## Wappen
Das Wappen zeigt ein rotes Wassermühlrad auf einem weißen (in der Heraldik silbern) dreizinnigen Turm auf einem roten Schild.
Das Mühlrad symbolisiert die einstige Ölper Mühle, der Turm versinnbildlicht den Wehrturm und die damit verbundene Schutzfunktion für die Stadt, die sich auch in der farblichen Gestaltung (Rot-Weiß) als Stadtfarben Braunschweigs widerspiegelt und somit die mehr als sechshundertjährigen Beziehungen bekräftigt.
Das Wappen wurde von Arnold Rabbow entworfen und am 2. Mai 1980 von der Bürgergemeinschaft als Ortswappen angenommen.

## Trivia
Die Redewendung in Ölper umsteigen bezeichnet in und um Braunschweig das Erbrechen infolge übermäßigen Alkoholkonsums.
Die Redewendung ne Ölpersche wird für eine „schwappig volle Tasse verwendet“. Ob die Herkunft in der üppig servierenden Ölper Gastronomie oder den überschwemmten Wiesen begründet ist, entzieht sich der Quellenlage.